# Apochrysa leptalea
Apochrysa leptalea är en insektsart som först beskrevs av Jules Pièrre Rambur 1842.  Apochrysa leptalea ingår i släktet Apochrysa och familjen guldögonsländor. Inga underarter finns listade i Catalogue of Life.